# Emericella miyajii
Emericella miyajii är en svampart som beskrevs av Y. Horie 1997. Emericella miyajii ingår i släktet Emericella och familjen Trichocomaceae.   Inga underarter finns listade i Catalogue of Life.